# Campeonato de Ucrania de Ciclismo Contrarreloj
Los Campeonatos de Ucrania de Ciclismo Contrarreloj se organizan anual e ininterrumpidamente desde el año 1997 para determinar el campeón ciclista de Ucrania de cada año, en la modalidad. 
El título se otorga al vencedor de una única carrera, en la modalidad de Contrarreloj individual. El vencedor obtiene el derecho a portar un maillot con los colores de la bandera ucraniana hasta el campeonato del año siguiente, solamente cuando disputa pruebas contrarreloj.

## Palmarés
| Año  | Campeón             | Segundo             | Tercero            |
| 1996 | Serhiy Honchar      | -                   | -                  |
| 1997 | Serguei Avdyeyev    | Ruslan Pidgornyy    | Volodymyr Gustov   |
| 1998 | Serhiy Honchar      | Yuriy Krivtsov      | Serguei Avdyeyev   |
| 1999 | Sergiy Matveyev     | Stanislav Nefedov   | Andrei Yatsenko    |
| 2000 | Serhiy Honchar      | Olexandr Klymenko   | Olexander Dykiy    |
| 2001 | Serhiy Honchar      | Olexandr Klymenko   | Yuriy Krivtsov     |
| 2002 | Serhiy Honchar      | Bogdan Bondariew    | Sergiy Matveyev    |
| 2003 | Sergiy Matveyev     | Serhiy Honchar      | Yuriy Krivtsov     |
| 2004 | Yuriy Krivtsov      | Sergiy Matveyev     | Serhiy Honchar     |
| 2005 | Andriy Grivko       | Sergiy Matveyev     | Volodymyr Bileka   |
| 2006 | Andriy Grivko       | Yuriy Krivtsov      | Volodymyr Bileka   |
| 2007 | Volodymyr Dyudya    | Sergiy Matveyev     | Dmytro Grabovskyy  |
| 2008 | Andriy Grivko       | Sergiy Matveyev     | Denys Kostyuk      |
| 2009 | Andriy Grivko       | Dmytro Grabovskyy   | Oleksandr Kvachuk  |
| 2010 | Vitaliy Popkov      | Yuriy Krivtsov      | Andriy Vasyluk     |
| 2011 | Oleksandr Kvachuk   | Volodymyr Bileka    | Oleg Chuzhda       |
| 2012 | Andriy Grivko       | Mykhailo Kononenko  | Sergiy Lagkuti     |
| 2013 | Andriy Vasyluk      | Andriy Grivko       | Mykhailo Kononenko |
| 2014 | Andriy Vasyluk      | Mykhailo Kononenko  | Volodymyr Kogut    |
| 2015 | Sergiy Lagkuti      | Andriy Khripta      | Andriy Vasyluk     |
| 2016 | Andriy Vasyluk      | Andriy Khripta      | Oleksandr Prevar   |
| 2017 | Oleksandr Polivoda  | Andriy Vasyluk      | Oleksandr Prevar   |
| 2018 | Andriy Grivko       | Mykhailo Kononenko  | Oleksandr Golovash |
| 2019 | Mark Padun          | Andriy Vasyluk      | Oleksandr Golovash |
| 2020 | Mykhailo Kononenko  | Oleksandr Golovash  | Andriy Vasyluk     |
| 2021 | Mykhailo Kononenko  | Oleksandr Golovash  | Vitaliy Hryniv     |
| 2022 | No se disputó       | No se disputó       | No se disputó      |
| 2023 | Vitalii Novakowskyi | Vladyslav Shcherban | Vitaliy Hryniv     |
| 2024 | Vitaliy Hryniv      | Daniil Yakovlev     | Yaroslav Kozakov   |
| 2025 | Anatoliy Budyak     | Semen Simon         | Vitaliy Hryniv     |